# 南浦街道 (浦城县)
南浦街道是中国福建省南平市浦城县下辖的一个街道。

## 历史沿革
浦城县南浦镇、“水南乡”建制撤销，析出莲塘镇部分区域，整合设立南浦、河滨街道办事处。

## 行政区划
南浦街道共辖5个社区、5个行政村，分别是：
仙楼社区、光明社区、梦笔社区、幸福社区、兴业社区、解放村、跃进村、民主村、和平村、里塘村。